# Loukov u Bystřice pod Hostýnem
Loukov (deutsch Loukow, 1939–1945 Lukau, älter auch Luckow) ist eine Gemeinde in Tschechien. Sie liegt fünf Kilometer nordöstlich von Bystřice pod Hostýnem und gehört zum Okres Kroměříž.

## Geographie
Loukov befindet sich am nördlichen Fuße der Hosteiner Berge am Rande der Podbeskydská pahorkatina (Vorbeskidenhügelland). Das Dorf liegt rechtsseitig des Baches Libosvárka. Südlich verläuft die Bahnstrecke Hulín – Valašské Meziříčí, die Bahnstation Loukov liegt einen reichlichen Kilometer außerhalb des Dorfes. Östlich erheben sich der Štipce (370 m) und der Na Stráži (448 m), im Südosten der Kelčský Javorník (865 m) und der Javorník (799 m), südlich der Kozinec (479 m), Hadí Kopec (600 m) und Hostýn (734 m). Südöstlich von Loukov befindet sich ein Industriegebiet, das mit einem Anschlussgleis zur Bahnstation Osíčko verbunden ist.
Nachbarorte sind Libosváry und Horní Újezd im Norden, Drholec, Trávník und Příkazy im Nordosten, Podhradní Lhota und Rajnochovice im Osten, Košovy, Vičanov und Tesák im Südosten, Na Pasekách, Chvalčov und Chvalčova Lhota im Süden, Bystřice pod Hostýnem, Bažantnice, Rychlov und Křtomil im Südwesten, Mrlínek im Westen sowie Nový Dvůr im Nordwesten.

## Geschichte
Die erste schriftliche Erwähnung von Lucow erfolgte 1348 als der Vladike Vavřinec von Količín als Besitzer eines Anteils genannt wurde. Im Jahre 1360 gehörte ein Teil den Brüdern Ctibor, Rúš und Mikuláš von Loukov, 1368 ein anderer dem Magdeburger Erzbischof Albrecht von Sternberg und 1374 der dritte Anteil Ješek Schutz von Loukov. Aus dem Jahre 1391 ist der Ortsname Lukowyc überliefert. Die Teilung des Dorfes in drei Anteile blieb bis 1532 erhalten. In dieser Zeit bestanden in Loukov auch zwei herrschaftliche Höfe. 1447 wurde ein Teil von Luckow an die Herrschaft Bystřice angeschlossen. 1466 wurde das Dorf als Lukow bezeichnet. Ab 1486 besaß Benešek von Křtomil einen Anteil, er nannte sich ab 1493 von Loukov und von Křtomil. Ihm folgten seine Söhne Mikuláš und Jodok von Loukov, letzterer ist bis 1532 nachweisbar.
Im Jahre 1489 verkaufte Jiřík von Loukov seinen Hof mit der zugehörigen Hälfte des Dorfes an Václav von Bystřice. 1532 erwarb die Herrschaft Bystřice auch den dritten Anteil von Loukov, sodass nunmehr das gesamte Dorf nach Bystřice untertänig war. Loukov war zu dieser Zeit ein Pfarrdorf, zu dessen Sprengel auch Libosváry, Příkazy und Osíčko gehörten. In der zweiten Hälfte des 16. Jahrhunderts gehörte die Herrschaft Bystřice den Prusinovský von Víckov und zu Beginn des Dreißigjährigen Krieges Václav Bítovský von Bítov. 1620 fielen die Lisowski-Kosaken (Lisovčíci), ein nach ihrem 1616 verstorbenen Gründer Aleksander Józef Lisowski benanntes polnisches Söldnerheer, in Loukov ein. Dabei wurde auch die Kirche zerstört. Nach der Schlacht am Weißen Berg von 1621 wurden die Güter von Václav Bítovský konfisziert und Bystřice an Zdeněk Vojtěch Popel von Lobkowicz verkauft. Im Jahre 1625 wurde Loukov nach Bystřice gepfarrt. 1650 erwarb Johann von Rottal die Herrschaft Bystřice und vereinigte sie mit Holešov zu einer großen Herrschaft. Die Folgen des Krieges waren noch 1674 spürbar, als zehn der 54 Anwesen noch immer wüst lagen. Ab 1675 wurde das Dorf Laukow genannt. Auf Veranlassung des Bystřicer Pfarrers Tobias Schwach wurde die Kirche wiederhergestellt und 1679 ein Turm angebaut. 1755 entstand in Loukov eine Lokalie. Im Jahre 1763 erlosch das Geschlecht der Grafen von Rottal im Mannesstamme; bei der Aufteilung der Herrschaft Holešov-Bystřice unter den Erben wurde Laukow wieder nach Bystřice untertänig. Das älteste Ortssiegel stammt von 1778, es trägt die Umschrift  PECZET DEDINI LOKOWA. Die Lokalie wurde 1784 zur Kuratie erhoben. 1789 folgten die Grafen della Rovere di Monte l´Abbate als neue Besitzer und 1804 erwarb Johann Nepomuk Graf Wengerský die Herrschaft. Um 1810 entstand in den Wäldern unterhalb der Kuželka eine Ahornzuckermanufaktur. Später wurde bei V Revíře eine Steingutgeschirrfabrik für Rajnochovicer Keramik errichtet. Ab 1827 gehörte die Herrschaft Bystřice den Grafen Laudon. 1843 wurde in Laukow wieder eine Pfarre eingerichtet. Bis zur Mitte des 19. Jahrhunderts blieb Laukow immer nach Bystřice untertänig.
Nach der Aufhebung der Patrimonialherrschaften bildete Laukow ab 1850 eine Gemeinde in der Bezirkshauptmannschaft Holleschau. Die Keramikfabrik musste 1871 nach einem Absatzeinbruch den Betrieb einstellen. Seit 1872 führte die Gemeinden den Namen Loukov / Loukow. 1881 entstand ein neues Schulhaus für einen dreiklassigen Unterricht. Zwischen 1886 und 1888 wurde bei Loukov die Eisenbahnstrecke von Bystřice pod Hostýnem nach Valašské Meziříčí erbaut. Im Jahre 1890 bestand das Dorf aus 133 Häusern und hatte 761 Einwohner. Eine Bahnstation erhielt Loukov im Jahre 1900. Nach der Aufhebung des Okres Holešov wurde die Gemeinde 1960 dem Okres Kroměříž zugeordnet. Am 15. August 1976 wurde Libosváry eingemeindet.
Seit 1995 führt die Gemeinde ein Wappen und Banner. Sie wurden vom Heraldiker Miroslav Pavlů gestaltet und zeigen auf blauem Grund eine von drei silbernen Ahornblättern umgebene goldene Sonne. Die Ahornblätter symbolisieren die Lage im Vorland des Kelčský Javorník und die frühere Ahornzuckerproduktion, die Sonne ist dem Wappen der Vladiken von Křtomil entlehnt.

## Ortsgliederung
Die Gemeinde Loukov besteht aus den Ortsteilen Libosváry (Liboswar) und Loukov (Loukow) sowie der Einschicht V Revíře.

## Sehenswürdigkeiten
- Kirche des hl. Wenzel
- Wasserteiler von der Moštěnka zur Libosvárka, südwestlich des Dorfes in den Wäldern am Fuße des Kelčský Javorník
- Kapelle der hl. Anna in Libosváry
- Denkmalgeschützte Eiche mit Marienbild bei Libosváry